# Рыбхоз (Оренбургская область)
Рыбхо́з — село в Сакмарском районе Оренбургской области, входит в состав Сакмарского сельсовета.

## География
Село находится у водохранилища на берегу реки Каргалка, на расстоянии менее 4 км (по прямой) к западу от села Сакмара, административного центра района.

## Население
| 2010 | 2021 |
| ---- | ---- |
| 38   | ↘20  |

### Национальный состав
Согласно результатам переписи 2002 года, в национальной структуре населения русские составляли 89 % из 43 чел.

## Инфраструктура
В селе действует база отдыха «Майорка».